# Fellia dispar
Fellia dispar är en kräftdjursart som först beskrevs av G. W. Müller 1906.  Fellia dispar ingår i släktet Fellia och familjen Halocyprididae. Inga underarter finns listade i Catalogue of Life.